# Käshütte
Käshütte war ein Gemeindeteil der Gemeinde Mechlenreuth im Landkreis Münchberg (Oberfranken, Bayern).

## Geografie
Die Einöde lag auf einer Höhe von 536 m ü. NHN am Käsbach, einem rechten Zufluss der Pulschnitz. Eine Straße, die heutige Kreisstraße HO 18, führte nach Münchberg (0,9 km nördlich) bzw. nach Mechlenreuth (1,2 km südöstlich). Heute befindet sich an ihrer Stelle eine Kreisfahrbahn der Bundesstraße 289 und der HO 18.

## Geschichte
Käshütte wurde auf dem Gemeindegebiet von Kleinlosnitz gegründet. Der Ort hieß damals noch „Einzel am Käsbach“. 1837 kam es zur Umgemeindung in die neu gebildete Ruralgemeinde Mechlenreuth.

### Einwohnerentwicklung
| Jahr      | 1856  | 1861  | 1871  | 1885  | 1900  | 1925   | 1950   |
| Einwohner |       | 13    | 7     | 11    | 16    | 5      | *      |
| Häuser    | 1     |       |       | 3     | 1     | 1      | *      |
| Quelle    | [ 4 ] | [ 6 ] | [ 7 ] | [ 8 ] | [ 9 ] | [ 10 ] | [ 11 ] |

## Religion
Käshütte war evangelisch-lutherisch geprägt und nach St. Peter und Paul (Münchberg) gepfarrt.